# Кляйндинст, Тим
Тим Кля́йндинст (нем. Tim Kleindienst; родился 31 августа 1995 года, Йютербог, Германия) — немецкий футболист, нападающий мёнхенгладбахской «Боруссии» и сборной Германии.

## Клубная карьера
Тим Кляйндинст — воспитанник «Энерги». За вторую команду дебютировал в матче против «Оптика». За основную команду свой первый матч провёл 14 декабря 2014 года в 18-м туре против «Фортуны». Первый гол Кляйндинста за «Энерги» был забит в ворота «Оснабрюка». В матче против «Яна» оформил хет-трик и отдал голевую передачу на Свена Михеля. 2 марта 2015 года заболел гриппом и пропустил неделю. Всего за «Энерги» сыграл 45 матчей, где забил 16 мячей и отдал 7 голевых передач.
1 июля 2015 года перешёл в «Фрайбург». Дебют в клубе состоялся 27 июля в матче против «Нюрнберга». Из-за воспаления сухожилия и разрыва внутрисуставной связки колена пропустил 161 день. За «Фрайбург II» дебютировал в матче против «Киккерс Оффенбах». Свой первый гол забил в ворота «Ворматии».
1 июля 2016 года был отправлен в аренду в «Хайденхайм» до конца 2017 года. За клуб дебютировал в 1-м туре в матче против «Эрцгебирге». Свой первый гол забил в ворота «Фортуны». Из-за повторного разрыва внутрисуставной связки колена пропустил 49 дней. Всего за «Хайденхайм» сыграл 28 матчей, где забил 7 мячей и отдал 3 голевых передачи.
После возвращения из аренды, в матче 17-го тура против «Аугсбурга», который состоялся 16 декабря 2017 года, отдал 3 голевые передачи. Из-за раны пропустил неделю. 5 мая 2018 года в матче против «Боруссии Мёнхенгладбах» забил свой первый гол за «Фрайбург». Из-за проблем со спиной, разрыва внутрисуставной связки лодыжки и травмы мениска пропустил 229 дней. Всего за «Фрайбург» сыграл 50 матчей, где забил 5 мячей и отдал 5 голевых передач.
2 сентября 2019 года за 3 миллиона евро был куплен «Хайденхаймом». В дебютной игре против футбольного клуба «Хольштайн» оформил дубль и отдал голевой пас на Роберта Лейперца. В матче против того же клуба получил две жёлтые карточки. Всего за клуб сыграл 29 матчей, где забил 16 мячей и отдал 6 голевых передач.
30 июля 2020 года за 3,5 миллиона евро был куплен «Гентом». Дебют в чемпионате Бельгии состоялся в матче против «Кортрейка». В матче против «Динамо (Киев)» забил свой первый гол за клуб. Свой первый мяч в чемпионате забил в ворота «Ауд-Хеверле Лёвен». Всего за клуб сыграл 23 матча, где забил 2 мяча и отдал голевой пас.
30 января 2021 года был отдан в аренду в «Хайденхайм». Через день после трансфера, в дебютной игре против футбольного клуба «Санкт-Паули», оформил дубль. За весь период аренды футболист провёл 15 матчей, где забил 11 мячей. 1 июля 2021 года за 3,5 миллиона евро «Хайденхайм» выкупил футболиста. Из-за травмы лодыжки и болезни пропустил 59 дней. В матче против «Карлсруэ» оформил хет-трик, а в матче против «Нюрнберга» — покер.
Летом 2024 года перешёл в «Боруссию» (Мёнхенгладбах) за 7 миллионов евро.

## Карьера в сборной
За сборную Германии до 20 лет дебютировал в матче против Италии. Должен был ехать вместе со сборной на чемпионат мира в Новой Зеландии, но 28 мая 2015 года, за три дня до первого матча против Фиджи, порвал боковую коллатеральную связку и был заменён на Паскаля Кёпке. Всего за сборную сыграл 10 матчей, где ни разу не забил.

## Достижения
- Обладатель кубка Бранденбурга: 2014/15
- Победитель второй Бундеслиги: 2015/16